# Saronno Foot-Ball Club 1932-1933
Questa pagina raccoglie le informazioni riguardanti il Saronno Foot-Ball Club nelle competizioni ufficiali della stagione 1932-1933.

## Stagione
Nella stagione 1932-1933 il Saronno ha disputato il girone B del campionato di Prima Divisione. Piazzandosi in settima posizione di classifica con 23 punti.

## Rosa
| N. |                   | Ruolo | Calciatore          |
| -- | ----------------- | ----- | ------------------- |
|    | Italia (bandiera) | P     | Mario Losi          |
|    | Italia (bandiera) | D     | Oberdan Inganni     |
|    | Italia (bandiera) | D     | Francesco Morellini |
|    | Italia (bandiera) | D     | Enrico Renoldi (I)  |
|    | Italia (bandiera) | D     | Luigi Rivolta       |
|    | Italia (bandiera) | C     | Arturo Boniforti    |
|    | Italia (bandiera) | C     | Vincenzo Bonora     |
|    | Italia (bandiera) | C     | Onorato Bonzanni    |

| N. |                   | Ruolo | Calciatore           |
| -- | ----------------- | ----- | -------------------- |
|    | Italia (bandiera) | C     | Mario Giannoni (III) |
|    | Italia (bandiera) | A     | Luigi Brignole       |
|    | Italia (bandiera) | A     | Carugati             |
|    | Italia (bandiera) | A     | Giuseppe Colombo     |
|    | Italia (bandiera) | A     | Giovanni Marin       |
|    | Italia (bandiera) | A     | Felice Renoldi (II)  |
|    | Italia (bandiera) | A     | Giovanni Semelli (I) |
|    | Italia (bandiera) | A     | Silvestri            |